# Кочерга Павло Євтихійович
Павло́ Євти́хійович Кочерга́ (* 1911 — † 1982) — командир роти 842-го стрілецького полку 240-ї стрілецької дивізії 51-го стрілецького корпусу 38-ї армії Воронезького фронту, Герой Радянського Союзу (1943), лейтенант.

## Біографія
Кочерга Павло Євтихійович народився 28 березня 1911 року в селі Миколаївці Новомиргородського району Кіровоградської області в бідній селянській родині. Українець. Після закінчення 5-ти класів у 1924 році працював будівельником міськбуду в Анапі.
В 1933 році призваний до лав Червоної Армії. В 1937 році закінчив Краснодарське піхотне училище. Звільнений в запас. В друге мобілізований в березні 1941 року.
Першу бойову нагороду — орден Вітчизняної війни 2-го ступеня отримав за те, що будучи в розвідці поблизу залізничної станції Суджа, взяв у полон німецького офіцера з важливими документами.
Через три місяці отримав другу нагороду — орден Червоної Зірки. Під час боїв за визволення залізничної станції Ярцево, рота П. Кочерги оволоділа селом Терни, знищивши при цьому два німецьких танки з екіпажами та кілька десятків ворожих піхотинців.
Форсувавши Дніпро, рота лейтенанта Кочерги зайняла оборону в районі висоти 117.0 на північний захід від населеного пункту Лютіж. Лише протягом 6 жовтня 1943 року бійці роти відбили вісім ворожих атак, наступного дня під час бою командир роти лейтенант П. Кочерга отримав важке поранення. При цьому ворогові було завдано значної шкоди: підбито шість танків, знищено 180 німецьких автоматників, захоплено кілька 47-мм гармат і утримано плацдарм, який мав велике значення як опорний пункт на шляху до Києва.
Указом Президії Верховної Ради СРСР від 13 листопада 1943 року за виявлені хоробрість, стійкість і особистий героїзм, лейтенант Кочерга П. Є. удостоєний звання Героя Радянського Союзу.
У грудні 1946 року звільнений в запас.
В 1952 році закінчив Кіровоградський технікум механізації сільського господарства.
Працював головою колгоспу імені 8 Березня та головою виконкому сільської Ради народних депутатів в селі Нововознесенка Маловисківського району Кіровоградської області.
Помер П. Є. Кочерга 21 листопада 1982 року.

## Нагороди
- Медаль Золота Зірка (№ 2246)
- Орден Леніна
- Орден Олександра Невського
- Орден Вітчизняної війни 1 ступеня
- Орден Вітчизняної війни 2 ступеня
- Орден Червоної Зірки
- медалі

## Пам'ять
Ім'ям П. Є. Кочерги названо вулицю в місті Мала Виска Кіровоградської області.